# Shunya Suganuma
Shunya Suganuma (jap. 菅沼 駿哉 Suganuma Shunya; ur. 17 maja 1990) – japoński piłkarz występujący na pozycji obrońcy, zawodnik Gamba Osaka.

## Życiorys

### Kariera klubowa
Od 2009 roku występował w klubach Gamba Osaka, Roasso Kumamoto, Júbilo Iwata, Kyoto Sanga F.C. i Montedio Yamagata.
1 stycznia 2018 podpisał kontrakt z japońskim klubem Gamba Osaka, umowa do 31 stycznia 2020.

### Kariera reprezentacyjna
Był reprezentantem Japonii w kategorii wiekowej U-23. Debiutował 13 listopada 2010 na stadionie Huadu Stadium (Kanton, Chiny) podczas Igrzysk azjatyckich przeciwko reprezentacji Kirgistanu U-23.

## Sukcesy

### Klubowe
Gamba Osaka
- Zdobywca drugiego miejsca J.League Division 1: 2010
- Zwycięzca Pucharu Japonii: 2009

### Reprezentacyjne
Japonia U-23
- Zwycięzca Igrzysk azjatyckich: 2010